# Порятунок містера Бенкса
«Порятунок містера Бенкса» (англ. Saving Mr. Banks) — американсько-британська біографічна комедійна драма режисера Джона Лі Генкока спільного виробництва США, Великої Британії й Австралії, що вийшла 2013 року. У головних ролях Емма Томпсон, Том Генкс.
Сценаристами були Келлі Марсель і С'ю Сміт, продюсерами — Іян Коллі, Елісон Овен і Філіп Стюер. Вперше фільм продемонстрували 20 жовтня 2013 року у Великій Британії на Лондонському кінофестивалі. В Україні у кінопрокаті прем'єра фільму запланована на 2 січня 2014 року.
Дубльований українською мовою студією Le Doyen на замовлення «Disney Character Voices International» у 2014 році.

## Сюжет
Події розгортаються 1961 року у США. Памела Ліндон Треверс, письменниця, що написала повість про «Мері Поппінс», зустрічається з Волтом Діснеєм, кінорежисером і продюсером. Дісней 20 років перед тим пообіцяв своїм дітям, що «змусить Мері Поппінс випурхнути зі сторінок книжки», тому він намагається переконати письменницю в необхідності екранізації повісті і у нього є багато ідей. Проте Памела Треверс має своє бачення, як повинен виглядати фільм про Мері Поппінс.

## У ролях
| Актор                  | Персонаж                                            | Роль                                    |
| ---------------------- | --------------------------------------------------- | --------------------------------------- |
| Емма Томпсон           | Памела Ліндон Треверс (англ. Pamela Lyndon Travers) | письменниця, авторка книги Мері Поппінс |
| Том Генкс              | Волт Дісней (англ. Walt Disney)                     | кінорежисер і продюсер фільму           |
| Колін Фаррелл          | Траверс Роберт Ґофф (англ. Travers Robert Goff)     | батько Памели                           |
| Рут Вілсон             | Марґарет Ґофф (англ. Margaret Goff)                 | мати Памели                             |
| Пол Джаматті           | Ральф (англ. Ralph)                                 | водій Памели                            |
| Рейчел Гріффітс        | Гелена «Еллі» Морхед (англ. Helen "Ellie" Morehead) | тітка Памели                            |
| Бредлі Вітфорд         | Дон Даграді (англ. Don DaGradi)                     | співавтор сценарію Мері Поппінс         |
| Джейсон Шварцман       | Річард М. Шерман (англ. Richard M. Sherman)         | композитор                              |
| Бенджамін Джозеф Новак | Роберт М. Шерман (англ. Robert M. Sherman)          | композитор, брат Річарда                |
| Кеті Бейкер            | Томмі (англ. Tommie)                                | секретарка Disney                       |
| Крістофер Кієр         | Дік Ван Дайк (англ. Dick Van Dyke)                  | актор                                   |
| Вікторія Саммер        | Джулія Ендрюс (англ. Julie Andrews)                 | акторка                                 |

## Сприйняття

### Критика
Фільм отримав позитивні відгуки: Rotten Tomatoes дав оцінку 81 % на основі 186 відгуків від критиків (середня оцінка 7/10) і 90 % від глядачів із середньою оцінкою 4,2/5 (51,749 голосів). Загалом на сайті фільми має позитивний рейтинг, фільму зарахований «стиглий помідор» від кінокритиків і «попкорн» від глядачів, Internet Movie Database — 7,8/10 (10 083 голоси), Metacritic — 65/100 (46 відгуків критиків) і 7,7/10 від глядачів (55 голоси). Загалом на цьому ресурсі від критиків і від глядачів фільм отримав позитивні відгуки.

### Касові збори
Під час показу у США протягом першого (вузького, зі 13 грудня 2013 року) тижня фільм показали у 15 кінотеатрах і він зібрав 413,373 $, що на той час дозволило йому зайняти 18 місце серед усіх прем'єр. Наступного (широкого, зі 20 грудня 2013 року) тижня фільм показали у 2,110 кінотеатрах і він зібрав 9,344,381 $ (5 місце). Станом на 29 грудня 2013 року показ фільму триває 17 днів (2,4 тижня), і за цей час фільм зібрав у прокаті у США 37,844,000  доларів США (за іншими даними 37,843,617 $), а у решті світу 5,500,000  доларів США, тобто загалом 43,344,000   доларів США (за іншими даними 43,343,617 $) при бюджеті 35 млн $.

### Нагороди і номінації[10]
| Рік  | Нагорода                           | Категорія                | Номінант     | Результат |
| ---- | ---------------------------------- | ------------------------ | ------------ | --------- |
| 2013 | Товариство кінокритиків Лас-Вегаса | Найкраща актриса         | Емма Томпсон | Перемога  |
| 2013 | Товариство кінокритиків Лас-Вегаса | Найкращий сімейний фільм | стрічка      | Перемога  |
| 2013 | Товариство кінокритиків Лас-Вегаса | Найкращий фільм          | стрічка      | Номінація |
| 2013 | Національна рада кінокритиків США  | Найкраща актриса         | Емма Томпсон | Перемога  |
| 2013 | Національна рада кінокритиків США  | Найкращі 10 фільмів      | стрічка      | Перемога  |